# 安乐乡 (九寨沟县)
安乐乡，是中华人民共和国四川省阿坝藏族羌族自治州九寨沟县曾经下辖的一个乡。

## 行政区划
安乐乡撤销前下辖以下地区：
下安乐村、中安乐村、上安乐村、安乐寨村、甲勿村、下双河村、上双河村、中田山村、半山村、阳坡村和大寨村。